# 格罗夫兰 (佛罗里达州)
格罗夫兰（英語：Groveland），是美国佛罗里达州萊克縣下属的一座城市。建立于1922年。面积约为7.8平方公里（约合3平方英里）。根据2010年美国人口普查，该市有人口8,729人。论人口在本州排行第172。